# Vera Adrian
Vera Adrian (sinh ngày 28 tháng 10 năm 1993) là một tay đua xe đạp đến từ Namibia. Cô đã trở thành nhà vô địch quốc gia vào năm 2012, 2014, 2015, 2016 và 2017, và đại diện cho quốc gia của mình tại Thế vận hội Khối thịnh vượng chung 2014 và tại Thế vận hội Mùa hè 2016.

## Kết quả chính
2012
National Road Championships
1st  Road Race
1st  Time Trial
African Continental Championships
3rd Road Race
7th Time Trial
2013
African Continental Championships
2nd Road Race
3rd Time Trial
2014
National Road Championships
1st  Road Race
2nd Time Trial
2015
National Road Championships
1st  Road Race
1st  Time Trial
African Continental Championships
2nd Team Time Trial
5th Time Trial
9th Road Race
All-Africa Games
4th Team Time Trial
5th Time Trial
8th Road Race
2016
African Continental Championships
1st  Road Race
1st  Time Trial
National Road Championships
1st  Road Race
1st  Time Trial
4th KZN Summer Series 2
4th Steinmaur
2017
National Road Championships
1st  Road Race
1st  Time Trial
1st Grand Prix Olten
2nd GP Oberbaselbiet
4th Lakuntz
4th Emptinne
7th Telkom 947 Cycle Challenge
2018
National Road Championships
1st  Road Race
2nd Time Trial